# Heilsarmee-Museum (Bern)

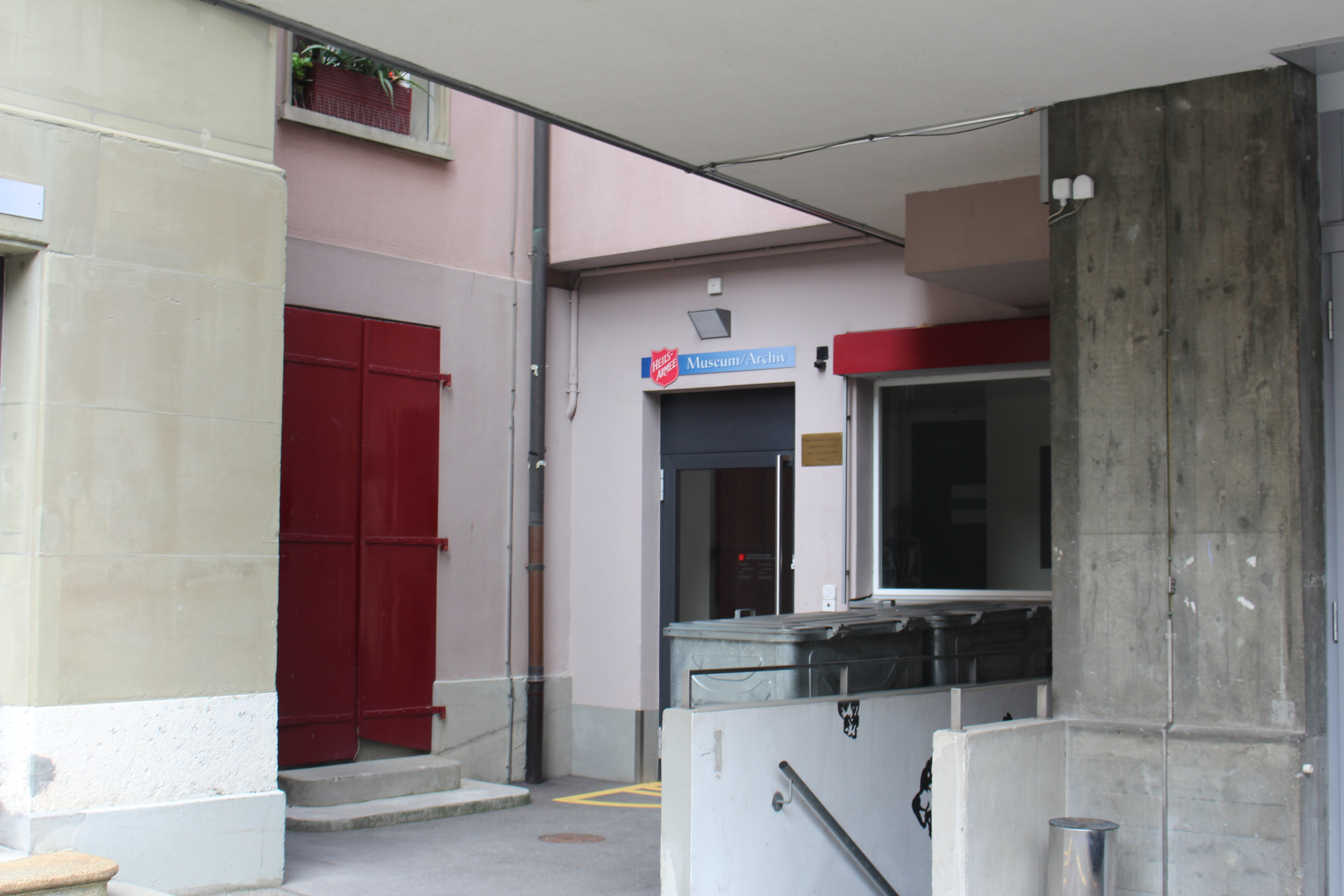
Das Heilsarmee-Museum in Bern

Das Heilsarmee-Museum in Bern, Schweiz, war von 1999 bis 2022 im Hauptquartier der Heilsarmee für die Schweiz, Österreich und Ungarn eingerichtet, die Sammlung wird seither durch das Archiv gepflegt. Archiv und Sammlung ist als schützenswertes Objekt von regionaler Bedeutung unter der KGS-Nr. 8606 aufgeführt.

## Geschichte
Das Museum der Heilsarmee für die Schweiz, Österreich und Ungarn bestand von 1999 bis 2022. Mit seinen Exponaten und den im Archiv gesammelten Dokumenten die Entwicklung der religiösen Bewegung zeigte es die Geschichte seit ihrer Entstehung bis in die Gegenwart. Damit soll der visionäre und missionarische Mut der ersten Salutisten in die heutige Zeit getragen werden. Das Museum erklärte die Entstehung und Bedeutung der Heilsarmee seit der Gründung 1865 durch William und Catherine Booth als «Christliche Mission» im Osten von London, die seit 1878 «Heilsarmee» genannt wird. Die Dauerausstellung dokumentierte das Wirken des Gründerehepaars, und sie zeigte das Handeln wie auch die menschlichen und geistlichen Werte der in 128 Ländern arbeitenden internationalen Bewegung auf.

## Exponate
In der Ausstellung waren neben Uniformen aus allen Epochen seit der Gründung auch Möbel, Musikinstrumente, Bücher und Bilder ausgestellt.

## Ausstellungen
Unter dem Titel: «Unterwegs – Die Heilsarmee gestern, heute und morgen» wurden in einer Ausstellung die Besuchenden eingeladen die Vergangenheit zu betrachten, die Gegenwart zu sehen und die Zukunft der Heilsarmee mit zu skizzieren. Mit Erzählungen, Objekten, Multimedia und Interaktion erhielten die Gäste einen Einblick in die vielseitige Organisation. Die Ausstellung konnte mit Voranmeldung besucht werden.
Eine vielbeachtete Ausstellung über die Heilsarmee im Kino sollte bis Ende 2020 verlängert werden, musste jedoch wegen der Covid-19-Pandemie geschlossen werden.